# The Sheriff's Baby
The Sheriff's Baby é um filme mudo norte-americano de 1913 em curta-metragem, do gênero western, dirigido por D. W. Griffith. Foi produzido por Biograph Company e filmado em San Diego, Califórnia.

## Elenco
- Alfred Paget
- Henry B. Walthall
- Harry Carey
- Lionel Barrymore
- John T. Dillon
- Kate Bruce
- Robert Harron
- Dorothy Bernard
- Donald Crisp
- Charles Hill Mailes
- Joseph McDermott